# ورزشگاه ملی دیان چاند
ورزشگاه ملی دیان چاند (انگلیسی: Dhyan Chand National Stadium) یک ورزشگاه مخصوص هاکی روی چمن در شهر دهلی نو، هند است.
این ورزشگاه که در سال ۱۹۳۳ تأسیس شده دارای ۲۰٬۰۰۰ نفر ظرفیت می‌باشد و میزبان بازی‌های آسیایی ۱۹۵۱ بوده است.